# 白朗县
白朗县（藏語：པ་སྣམ་རྫོང，威利转写：pa snam rdzong，藏语拼音：Banam Zong）是中华人民共和国西藏自治区日喀则市属下的一个县。藏语中意思是“两姓氏名”。传说13世纪两位著名僧人巴扎·尼玛扎巴和纳朗·多吉敦炯曾在此一同念过经，以后为纪念两位大师，遂取二人名字首字合和为巴朗，后演变为白朗。（藏語：ནོར་བུ་ཁྱུང་རྩེར，威利转写：nor bu khyung rtser）。县人民政府駐洛江镇洛布穷孜村。

## 历史沿革
1959年前属噶厦政府管辖，1960年合并白朗宗、杜琼宗、旺丹宗成立白朗县，隶属江孜地区行政公署；1964年江孜、日喀则地区合并后，白朗县归日喀则地区行署管辖至今。

## 行政区划
白朗县下辖2个镇、9个乡：
洛江镇、嘎东镇、巴扎乡、玛乡、旺丹乡、曲奴乡、杜琼乡、强堆乡、嘎普乡、者下乡和东喜乡。

## 人口
根據第七次人口普查數據，截至2020年11月1日零時，白朗縣常住人口為44564人。

## 交通
- 雅叶高速、 349国道、 562国道

拉日铁路：吉琼站